# محمود دل‌شاد
محمود شکوری دل‌شاد (زادهٔ ۲۵ مارس ۱۹۵۳) یک دوچرخه‌سوار پیشین اهل ایران است. او در رقابت‌های انفرادی جاده در بازی‌های المپیک تابستانی ۱۹۷۶ شرکت داشت.